# Wojciech Kazimierz Męciński
Wojciech Kazimierz Męciński herbu Poraj – marszałek Trybunału Głównego Koronnego w 1658 roku, podkomorzy wieluński w latach 1657–1669, rotmistrz królewski, starosta brzeźnicki. 
Poseł na sejm 1653 roku, poseł sejmiku wieluńskiego na sejm nadzwyczajny 1654 roku i drugi sejm 1666 roku. Był elektorem Michała Korybuta Wiśniowieckiego z województwa sieradzkiego w 1669 roku.